# Alias Mrs. Jessop
Alias Mrs. Jessop er en amerikansk stumfilm fra 1917 af Will S. Davis.

## Medvirkende
- Emily Stevens som Lillian Ford / Janet Ford
- Howard Hall som Sir Anthony Jessop
- William H. Tooker som Michael Ford
- Donald Hall som Raymond Fleury
- Lillian Paige som Mrs. Mary Ford